# Kolur

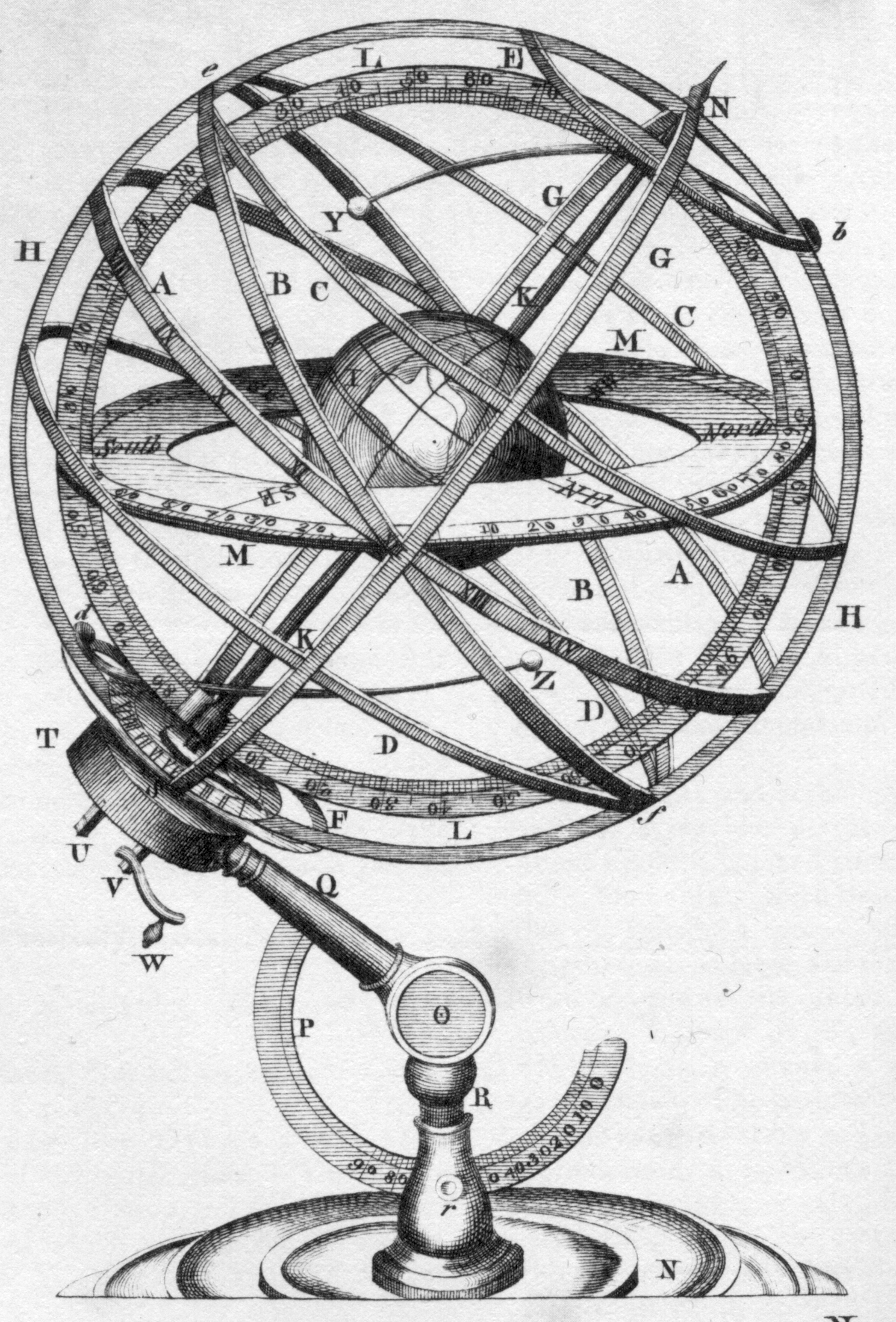
G - kolur równonocy, H - kolur stanowisk

Kolur (gr. kól-ouros) – koło wielkie na sferze niebieskiej przechodzące przez bieguny niebieskie i:
1. punkty równonocy[1] (kolur równonocy);
2. punkty stanowisk Słońca (kolur stanowisk).